# Burlock Peak
Burlock Peak är en bergstopp i Antarktis. Den ligger i den centrala delen av kontinenten. Inget land gör anspråk på området. Toppen på Burlock Peak är 2 070 meter över havet, eller 319 meter över den omgivande terrängen. Bredden vid basen är 1,7 km.
Terrängen runt Burlock Peak är varierad. Trakten är obefolkad. Det finns inga samhällen i närheten. 